# Chiqui de la Fuente
José Luis de la Fuente (Santander 1933- Madrid 1992), conocido como Chiqui de la Fuente, fue un editor e historietista español, hermano menor de los también dibujantes Víctor y Ramón de la Fuente.

## Biografía

### Infancia y juventud
Nace en Santander el 31 de enero de 1933. Al poco tiempo se traslada a Gijón, donde pasa su niñez, hasta que a la edad de 15 años se embarca rumbo a Argentina junto con su hermano Ramón. Allí desarrolló toda clase de trabajos. Como dibujante aficionado colabora en la revista argentina "Cocodrilo".

### Inicios profesionales
Retorna a España, en donde, ayudado por su hermano Ramón, comienza a trabajar como portadista para los cuadernos de "The Phantom" y "Flash Gordon" (1958), de la Editorial Dólar de Madrid. Posteriormente, realizará trabajos para "Balalín", Fleetway y Thompson, todo ello con historietas de dibujo serio. Su primeros trabajos de humor, todos con guion de Fernando Asián, serán "Veneno y su Sombra" para la revista "Piñón" del Magisterio Español; "Super 3", para Selecciones Ilustradas de Barcelona, y posteriormente "Pampa", recordando sus vivencias en Argentina. Asián también adaptará para él tres historias de las "Mil y una Noches", "Aladino", "Simbad" y "Alí Babá". Luego hará "Curro Peláez".
En 1971 vendrá la etapa Trinca, donde adquiere nombre a nivel nacional con las series "Héctor" y "Oliver" escrita de nuevo por su guionista favorito, Fernando Asián. Realiza con guiones de Asián "Genicabra" y "Gag" para la "Gaceta Junior" de Barcelona, y otras series como "Abracadabra", "Marzy" y "Foot y Ball" para "El Cuco", suplemento dominical del diario "Pueblo" de Madrid, uno de los primeros dominicales de la prensa española.

### Madurez
El salto a la fama internacional no le llegará hasta que realiza una adaptación de las célebres "Aventuras del Barón de la Castaña", que publicará en 1975 con el nombre de "Las aventuras del Barón de Munchhausen", de esta serie realizó un cortometraje de dibujos animados. La obra ha sido traducido a casi todos los idiomas hablados en el continente europeo. Chiqui ha llevado al cómic las obras literarias más importantes dirigidas a los jóvenes, desde "El Quijote" a la "Vuelta al mundo en 80 días", pasando por "Moby Dick", y muchos títulos más.
También en 1976 había fundado la editorial JF Ediciones, pretendiendo dar trabajo a los historietistas españoles con la colección de fascículos eróticos "Muerde".
En sus últimos años se alejó de la realización de historietas ocupando la mayor parte de su tiempo en la edición y promoción internacional del material que tenía realizado.

## Valoración crítica
Según Faustino R. Arbesú, 

el dibujo de Chiqui de la Fuente podemos calificarlo de realista con pérdida de rigidez, al que se le han incorporado las mejores técnicas del dibujo de humor, logrando conjugar de forma armónica algo realmente difícil de conseguir en este campo de la expresión: el realismo y la caricatura humorística. Ha sabido, así, fundir en un todo homogéneo el dibujo propio de la historieta aventurero-realista con el humorístico. En su dibujo destaca la magnífica utilización de la pluma y un empleo magistral de una planificación moderna y altamente visual

.

## Obra
| Años        | Título                            | Guionista      | Tipo                               | Publicación                          |
| ----------- | --------------------------------- | -------------- | ---------------------------------- | ------------------------------------ |
| 1954 -1956  |                                   |                | Como aficionado                    | Cocodrilo (Argentina)                |
| 1958        |                                   |                | Historietas humorísticas           | "Trampolín"                          |
| 1959 - 1960 |                                   |                | Portadas de la colección           | "Héroes modernos" de Ediciones Dólar |
| 1964        | La isla del tesoro                |                |                                    | Chío                                 |
| 1963 - 1973 |                                   |                | Trabajos anónimos                  | Selecciones Ilustradas               |
| 1968 - 1971 |                                   |                | Historietas humorísticas           | Gaceta Junior, Piñón                 |
| 1969 - 1970 | Vance Flanagan                    |                |                                    | Selecciones Ilustradas               |
| 1969 - 1970 | Lonely Rock                       |                |                                    | Selecciones Ilustradas               |
| 1970        | Oliver                            | Fernando Asián |                                    | Trinca                               |
| 1970        | Super Tres                        | Fernando Asián |                                    | Selecciones Ilustradas               |
| 1970        | Pampa                             | Fernando Asián |                                    | Selecciones Ilustradas               |
| 1970        | Marcy y los piratas               | Fernando Asián |                                    | El Cuco                              |
| 1971        | Héctor, adalid de los almogávares |                |                                    | Trinca                               |
| 1973        | Simbad el marino                  |                |                                    | Selecciones Ilustradas y Amaika      |
| 1974        | El Barón de Munchhausen           |                |                                    | Sedmay                               |
| 1974        | Una Canción de navidad            |                |                                    | Sedmay                               |
| 1975 - 1976 |                                   |                | Colección de doce cuentos clásicos | Sedmay                               |
| 1977        | El Barón de Munchhausen II        |                |                                    | Amaika                               |
| 1978 - 1984 | Maravillas de la literatura       |                | 18 volúmenes                       | Larousse                             |
| 1987        | La historia de Salamanca          |                |                                    | Ayuntamiento de Salamanca            |
| 1987        |                                   |                | Colaboraciones con                 | Diario El País                       |
| 1989 - 1990 | Príncipe y mendigo                |                |                                    | "Tapón"                              |
| 1990        |                                   |                | Colaboraciones                     | "Diario 16"                          |
| 1991        | Juan sin miedo                    |                |                                    | Tapón                                |

## Premios
- 1975 Premio Nacional de la Historieta
- 1990 Premios Haxtur al "Autor que Amamos" en el Salón Internacional del Cómic del Principado de Asturias Gijón